# Terina crocea
Terina crocea là một loài bướm đêm trong họ Geometridae.